# Antonio Provolo
Antonio Provolo (* 17. Februar 1801 in Verona; + 4. November 1842 ebenda) war ein italienischer römisch-katholischer Priester und Pädagoge, der vor allem für seine Arbeit mit gehörlosen Kindern in Verona bekannt war. Er war der Gründer der Compagnia di Maria per l’educazione dei sordomuti, einem Institut für Gehörlose sowie zweier religiöser Orden, die sich der Betreuung taubstummer Kinder widmeten. Provolo machte in seinen Erziehungsmethoden in großem Umfang von der Musik Gebrauch, während er gleichzeitig auf seine eigene Form der Pantomime und Gebärdensprache zurückgriff, um besser mit tauben Kindern, denen er seine Arbeit widmete, zu interagieren und sie zu unterrichten. Die Arbeit seiner Schule litt nach seinem Tod, da seine Nachfolger weder über sein Charisma noch über seine pantomimischen Fähigkeiten verfügten, obwohl die Arbeit seines Ordens sich über den ganzen Globus erstreckte. Seine Schule ist heute in anhaltende Vorwürfe des sexuellen Missbrauchs verstrickt.
Provolos Heiligsprechungsprozess begann 1960 unter Johannes XXIII. und er erhielt den Titel eines Dieners Gottes. Aufgrund der Bestätigung seiner heroischen Tugend ernannte ihn Franziskus am 27. Februar 2017 zum Ehrwürdigen.

## Leben
Antonio Provolo wurde 1801 in Verona als Sohn des Obstwanderhändlers Stefano Provolo und der Waschfrau Antonia Allegri geboren. Sein Vater starb 1816. Provolo studierte zunächst bei den Karmeliten und musste sein Studium nach der Auflösung der Klosterschule am Gymnasium „S. Sebastiano“ fortsetzen. Vielleicht hätte er sogar Karmelitermönch werden wollen, wäre da nicht die Säkularisation dazwischen gekommen.
Nach dem Besuch des diözesanen Priesterseminars wurde er 1824 zum Priester geweiht. Nach seiner Priesterweihe übte er verschiedene pastorale Tätigkeiten aus, vom Unterricht im Priesterseminar in Verona über Exerzitien und katechetische Animation bis hin zu Musik und Gesang. Er engagierte sich auch in einer abendlichen Wohltätigkeitsschule für junge Arbeiter und arbeitete mit Bischof Giovanni Antonio Farina zusammen. Ab 1830 kümmerte er sich zusammen mit Don Carlo Ambrosi, damals Professor für dogmatische Theologie im Priesterseminar von Verona, auch um die Erziehung einiger Taubstummer, wobei er auf frühere Erfahrungen des Grafen Don Ludovico Maria De Besi zurückgriff und zumindest bis 1833 an der Erziehung einiger Taubstummer im Institut von Magdalena Gabriela von Canossa mitarbeitete, eine Zusammenarbeit, die er jedoch nicht konsolidieren konnte.
Einen Einschnitt in seinem Leben stellte die Begegnung mit Pater Giuseppe Venturi dar. Venturi war ein ehemaliger Schüler des Jesuiten und französischen Akademikers Roch-Ambroise Cucurron Sicard, dem Nachfolger des Pioniers der Taubstummenpädagogik Charles-Michel de l’Epée. 1832 gründete er das Männerinstitut für Gehörlose. Provolos Arbeit genoss nicht nur die Unterstützung von Bischof Joseph Grasser, sondern auch des österreichischen Kaiserpaares Ferdinand I. und seiner Gemahlin Maria Anna von Savoyen, die sein Institut im September 1838 besuchten. Im Jahr darauf erhielt das Institut auch die Anerkennung als staatliche Einrichtung.
Antonio Provolo war Verfechter der mündlichen Methode, auch wenn er zunächst mit der mimischen und gestischen Methode experimentiert hatte. Er erzielte auch Verbesserungen durch den Einsatz von Musik und Gesang, was ihn zu einem Vorläufer der heutigen Musiktherapie machte. Diesen Bemühungen lag seine Überzeugung zugrunde, dass Taubstumme, deren intellektuelle Fähigkeiten intakt sind, in vollem Umfang erzogen und zum Ausdruck gebracht werden können.
Seine Erfahrungen wurden ab 1838 in verschiedenen Publikationen beschrieben und gipfelten in einem 1840 erschienen Handbuch über die Gehörlosenschule von Verona (Manuale per la scuola dei sordi-muti di Verona). Mit dem Handbuch verfolgte er das Ziel, eine Nomenklatur von 1050 Substantivnamen zu schaffen. 1840 gründete er das Ordensinstitut Compagnia di Maria per l’educazione dei sordomuti, das 1857 von der Kirche anerkannt wurde. 1841 folgte eine gleiche für Frauen vorbehaltene Einrichtung.
Provolo starb am 4. November 1842 in Verona an einem gefährlichen Ödem; seine sterblichen Überreste befinden sich seit 1930 in der Kirche Santa Maria del Pianto. Sein Institut litt nach seinem Tod, da seinen Nachfolgern sein Charisma und seine einzigartigen sprachlichen und mimischen Fähigkeiten fehlten, obwohl sich sein Institut weltweit ausbreitete. Gegen sein Institut liefen mehrere Vorwürfe des sexuellen Missbrauchs.

## Seligsprechungsprozess
Das Seligsprechungsverfahren wurde 1960 unter Papst Johannes XXIII. eingeleitet und Provolo wurde der Titel Diener Gottes verliehen. In Verona wurde ein informativer Prozess zur Sammlung von Unterlagen eingeleitet, die zur weiteren Untersuchung an die Heilige Ritenkongregation gesandt wurden. Das Verfahren blieb jedoch bis zum 6. Juni 1997 ruhend, als das Dikasterium für die Selig- und Heiligsprechungsprozesse diese informative Phase in Rom für gültig erklärte. Die Postulation legte der C.C.S. im Jahr 2000 die Positio vor und Historiker billigten das Verfahren wenig später, am 30. Mai 2000. Theologen stimmten dem Verfahren am 21. Mai 2010 zu, ebenso wie die CCS später, am 2. Februar 2017.
Provolo wurde am 27. Februar 2017 zum Ehrwürdigen ernannt, nachdem Papst Franziskus bestätigt hatte, dass der verstorbene Priester ein Leben voller heroischer Tugend geführt hatte.
Der Prozess für ein Wunder begann in seiner Ursprungsdiözese am 16. Mai 2007 und wurde einige Zeit später abgeschlossen, bevor das CCS diesen Prozess am 30. Januar 2009 bestätigte.
Der derzeitige Postulator für dieses Anliegen ist der Piaristenpriester Mateusz Pindelski.